# Pilón, Cuba
Pilón là đô thị ở tỉnh Granma của Cuba. Đô thị tọa lạc ở bờ biển nam Cuba, một vùng biển nhỏ của Biển Caribbean.

## Dân số
Năm 2004, đô thị Pilón có dân số 29.751. với tổng diện tích 462 km² (178,4 mi²), và mật độ dân số 64,4người/km² (166,8người/sq mi).